# Archaeocursor
Archaeocursor (il cui nome significa "vecchio corridore") è un genere estinto di dinosauri ornitischi basali vissuto nel Giurassico inferiore (Sinemuriano–Pliensbachiano), in quella che oggi è la Formazione Ziliujing in Cina. Il genere contiene una singola specie, la specie tipo A. asiaticus, nota da un singolo femore. Archaeocursor rappresenta l'ornitischio più antico e basale descritto dall'Asia.

## Scoperta e denominazione

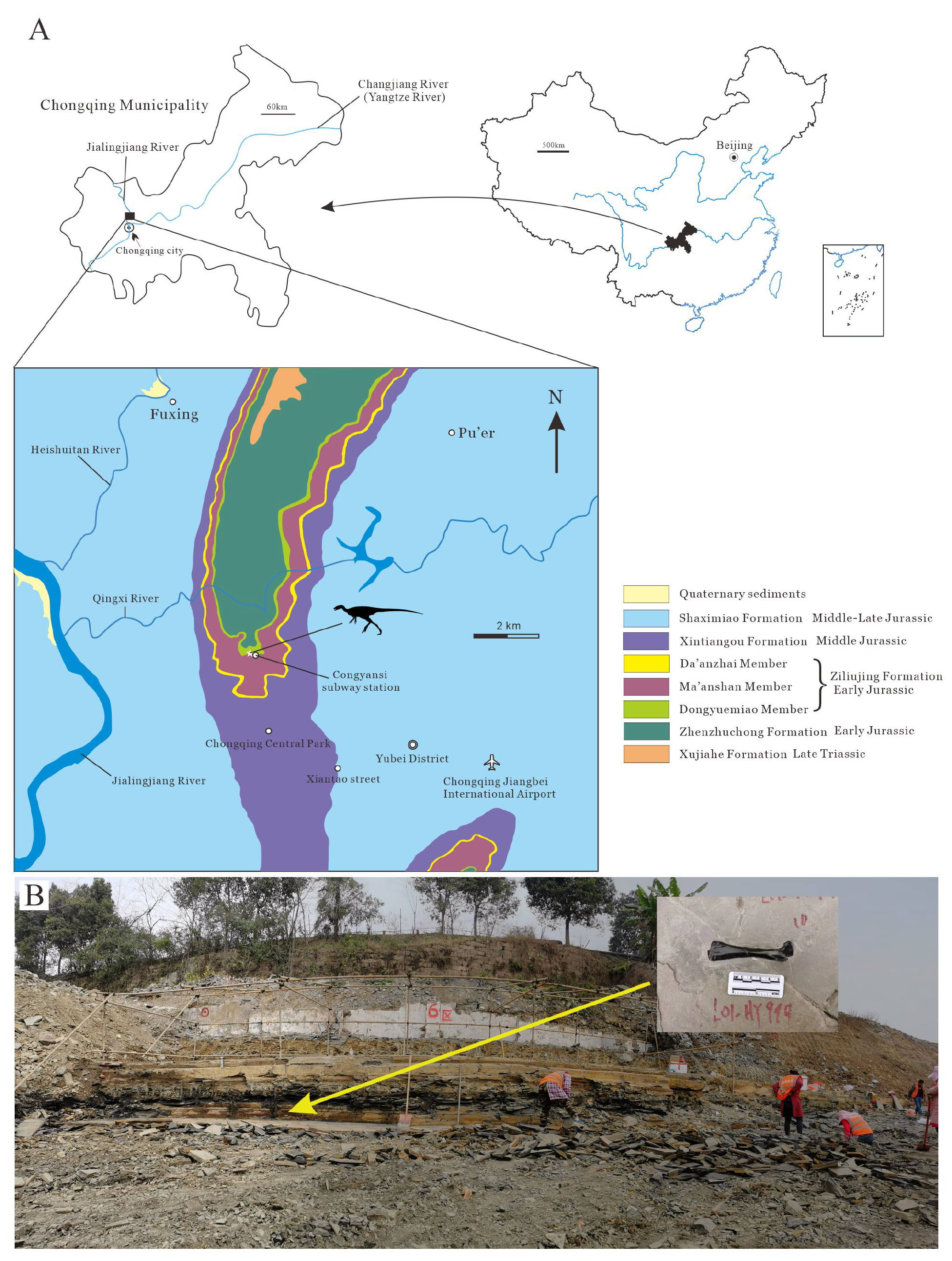
Mappa e fotografia della località tipo di A. asiaticus

L'esemplare olotipo di Archaeocursor, L01-HY999, venne scoperto nel 2022 in affioramenti della Formazione Ziliujing (Membro Dongyuemiao) vicino al Parco Centrale di Chongqing nel Distretto di Yubei della Municipalità di Chongqing, Cina. La raccolta di quest'osso faceva parte di un'operazione del Southeast Sichuan Geological Team per recuperare materiali paleontologici durante la costruzione di un'area residenziale, ed è ora conservato presso l'Ufficio Municipale di Pianificazione e Risorse Naturali di Chongqing. L'esemplare è costituito da un femore sinistro isolato quasi completo.
L'esemplare venne menzionato per la prima volta in un articolo che descrive l'insieme di fossili della località tipo (denominata Yuzhou Biota), che rappresenta un ecosistema lacustre. Da questi affioramenti sono stati recuperati anche esemplari ben conservati di diverse piante, invertebrati, pesci e pliosauridi. Questo insieme rappresenta un ricambio faunistico subito dopo l'evento di estinzione di massa di fine Triassico. La scoperta di un dinosauro ornitischio in questo contesto è notevole; è probabile che l'esemplare sia stato trascinato nel lago dopo la sua morte.
Dopo essere stato annunciato nel dicembre 2024 come preprint non finalizzato, Yao et al. (2025) hanno descritto Archaeocursor asiaticus come un nuovo genere e specie di ornitischio primitivo basati su questo esemplare fossile. Il nome del genere Archaeocursor combina le parole latine archaeo, che significa "arcaico" o "vecchio", e cursor, che significa "corridore". Il nome della specie, asiaticus, è una parola latina che significa "dall'Asia".
Archaeocursor è uno dei pochi ornitischi conosciuti del Giurassico inferiore dell'Asia, insieme tra i pochi altri al tyreophoro Yuxisaurus. Rappresenta inoltre l'ornitischio nominato più antico e più precocemente divergente rinvenuto in Asia.

## Descrizione

Dimensioni di A. asiaticus rispetto a un essere umano

Utilizzando metodi istologici, Yao et al. (2025) hanno determinato che il femore olotipo apparteneva probabilmente a un individuo adulto precoce che non aveva ancora raggiunto la maturità somatica. Utilizzando il femore olotipo, hanno stimato che la lunghezza corporea dell'individuo olotipo era di circa 1 metro.

## Classificazione
Nelle loro analisi filogenetiche, Yao et al. (2025) hanno recuperato Archaeocursor come un membro precocemente divergente di Ornithischia, ramificato verso la corona degli heterodontosauridi come taxon gemello di Eocursor. Eocursor è noto da rocce di età simile dal Sudafrica appartenenti alla Formazione Elliot superiore. Yao et al. suggeriscono che l'antenato comune di questi due generi, probabilmente, abbia avuto origine nel Gondwana prima di disperdersi verso nord in Laurasia e successivamente nell'Asia orientale. Tuttavia, avvertono che questa ipotesi è provvisoria, data la natura frammentaria dell'olotipo di Archaeocursor. I risultati delle loro analisi filogenetiche sono visualizzati nel cladogramma sottostante:
|  | Archaeocursor |
|  |               |
|  | Eocursor      |
|  |               |

|  | Thyreophora    |
|  |                |
|  | Neornithischia |
|  |                |

|  | Archaeocursor |
|  |               |
|  | Eocursor      |
|  |               |

|  | Thyreophora    |
|  |                |
|  | Neornithischia |
|  |                |

|  | Archaeocursor |
|  |               |
|  | Eocursor      |
|  |               |

|  | Thyreophora    |
|  |                |
|  | Neornithischia |
|  |                |

|  | Archaeocursor |
|  |               |
|  | Eocursor      |
|  |               |

|  | Thyreophora    |
|  |                |
|  | Neornithischia |
|  |                |

|  | Archaeocursor |
|  |               |
|  | Eocursor      |
|  |               |

|  | Thyreophora    |
|  |                |
|  | Neornithischia |
|  |                |

|  | Archaeocursor |
|  |               |
|  | Eocursor      |
|  |               |

|  | Thyreophora    |
|  |                |
|  | Neornithischia |
|  |                |

|  | Archaeocursor |
|  |               |
|  | Eocursor      |
|  |               |

|  | Thyreophora    |
|  |                |
|  | Neornithischia |
|  |                |

|  | Archaeocursor |
|  |               |
|  | Eocursor      |
|  |               |

|  | Thyreophora    |
|  |                |
|  | Neornithischia |
|  |                |